# Fortuné Paradan
Fortuné Paradan (1811-1888) est un avocat, magistrat et homme politique français.

## Biographie
Jean Philippe Fortuné Marie Paradan naît le 30 octobre 1811 à Sainte-Énimie.
En 1848, on le trouve comme lieutenant à la cinquième compagnie de la garde nationale de Nîmes. Avocat au barreau de la ville, il est élu bâtonnier de 1852 à 1854.
Il fait ses débuts en politique comme adjoint au maire Jean Duplan. À la mort de Duplan, en 1861, il prend sa suite. Assurant l'intérim jusqu'au 11 janvier 1862, il n'est confirmé dans ses fonctions qu'à cette date.
Son mandat s'inscrit dans la « continuité des projets de son prédécesseur » : il s'attache à embellir la ville en agrandissant les places et alignant les rues (comme celle de la Vierge), en s'inspirant de la politique du préfet Georges Haussmann à Paris. Il aménage plusieurs grandes places, comme celles de Belle-Croix. Il s'attache par ailleurs à la rénovation des églises, qui participent selon lui du prestige de la ville, au même titre que les monuments antiques. Il mène aussi à son terme la construction et l'aménagement de l'église Sainte-Perpétue. Plus largement, il décide d'illuminer tous les soirs les principaux bâtiments de la ville. C'est d'ailleurs sous son mandat que Nîmes se dote de l'éclairage au gaz.
Renonçant aux lavoirs couverts, il y fait édifier à la place le square Antonin, orné d'une statue de l'empereur romain originaire de Nemausus exécutée par Auguste Bosc. Le « poète boulanger » Jean Reboul disparu en 1864, la municipalité dirigée par Paradan prend ses obsèques à sa charge, et renomme la rue Carreterie, où il avait vécu, en son honneur. Paradan décide aussi de la construction d'une statue de l'écrivain, confiée une nouvelle fois à Bosc.
Au-delà de l'« aménagement de la ville », son mandat se caractérise par un « retour du religieux », avec de nombreuses subventions à des œuvres confessionnelles.
En 1864, quoique candidat officiel, il est battu par Louis Laget dans le canton de Nîmes-1 lors des élections de 1864 au conseil général du Gard. Son mandat prend fin le 26 août 1865, date à laquelle est nommé Auguste Fabre pour lui succéder.
En 1871, il passe dans la magistrature et devient conseiller à la Cour d'appel de Nîmes. Admis à la retraite en 1881, il meurt le 22 avril 1888.

## Ouvrage
- Étude sur le Traité de la séparation des patrimoines de M. le président [François] Barafort, Nîmes, Roger et Laporte, 1869 (BNF 31057284).

## Décoration
- Chevalier de la Légion d'honneur (1863)[8].